# Sparebanken-Sør-Arena
Die Sparebanken-Sør-Arena (deutsch Sparebanken-Süd-Arena) ist das Fußballstadion des norwegischen Fußballclubs Start Kristiansand. Die Stadt Kristiansand liegt im südlichen Fylke Agder und ist die Hauptstadt des Sørlandet. Die Sportstätte bietet 14.300 überdachte Sitzplätze bei Fußballspielen. Seit Ende März 2014 trägt das Stadion offiziell den kompletten Namen des Sponsoren Sparebanken-Sør-Arena.

## Geschichte
Am 11. Januar 2006 begannen die Bauarbeiten an der modernen Spielstätte, die das alte Kristiansand Stadion ersetzt. Seinen Namen hat es von der norwegischen Bank Sparebanken Sør. Der Sponsorenvertrag geht über 10 Jahre; darüber hinaus traten sie von 2007 bis 2010 als Trikotsponsor von Start Kristiansand auf.
Fünfzehn Monate später am 15. April 2007 wurde die Arena mit dem Tippeligaen-Spiel Start Kristiansand gegen die Erzrivalen von Viking Stavanger eingeweiht, das 1:1 unentschieden endete. Zum Anfang hatte man große Probleme mit dem schlecht anwachsendem Rasen. Nach den schwierigen Anfangsjahren wurde intensiv am natürlichen Spielfeld gearbeitet und erhielt sehr gute Platzverhältnisse. Trotzdem wurde 2012 der Naturrasen gegen ein Spielfeld aus Kunstrasen ausgetauscht.
Als 2005 die Pläne für die Sportstätte genehmigt wurden, rechnete man mit Gesamtkosten von etwa 177 Mio. NOK (ca. 21,7 Mio. €); schlussendlich stiegen die Kosten aber auf rund 280 Millionen Kronen (ca. 34,4 Mio. €). Wegen großer finanzieller Probleme musste der Verein im Jahr 2009 seine Anteile am Stadion verkaufen.
Neben den Spielen von Start Kristiansand finden in der Arena auch Konzerte statt. Am 26. Juni 2007 trat der britische Sänger Elton John vor über 20.000 Zuschauern auf. Die US-amerikanische Country-Sängerin Dolly Parton kam am 17. Juni 2008 in die Sør-Arena und gab ein Konzert vor rund 8.000 Fans.

## Daten zum Stadion
- 14.300 Sitzplätze (Fußball)[6]
- 15.000 bis 20.000 Plätze (Konzerte)
- 22 000 m² Gewerbeflächen
- VIP-Logen: 16 VIP-Logen
- Restaurant mit 500 Plätzen
- Räumlichkeiten für Konferenzen und andere Veranstaltungen
- Fitness-Center
- Fan-Shop
- 130 LCD-Bildschirme im Stadion
- Zwei je 28 m² große Videowände
- Kioske

## Galerie

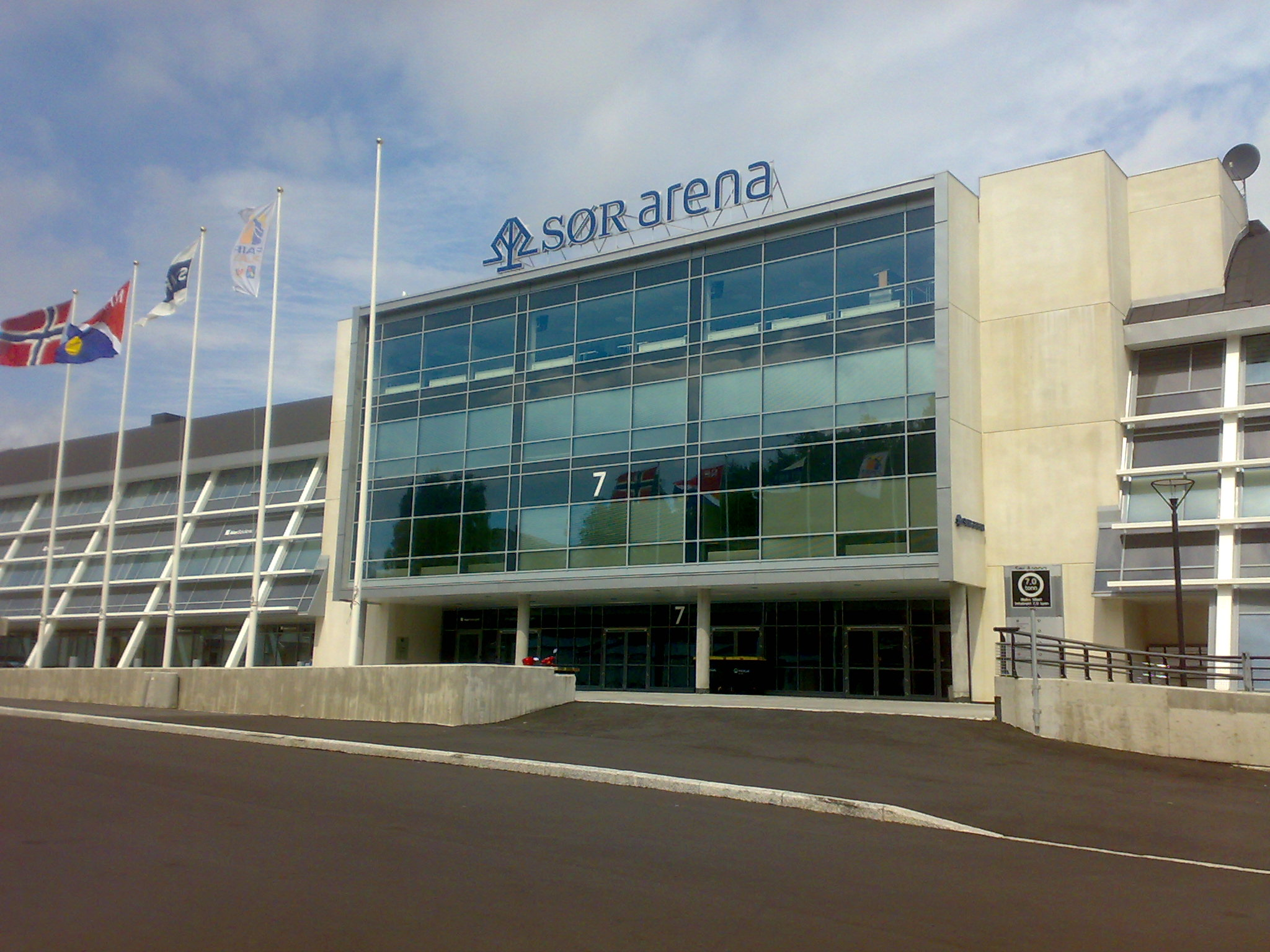
Haupteingang der Arena
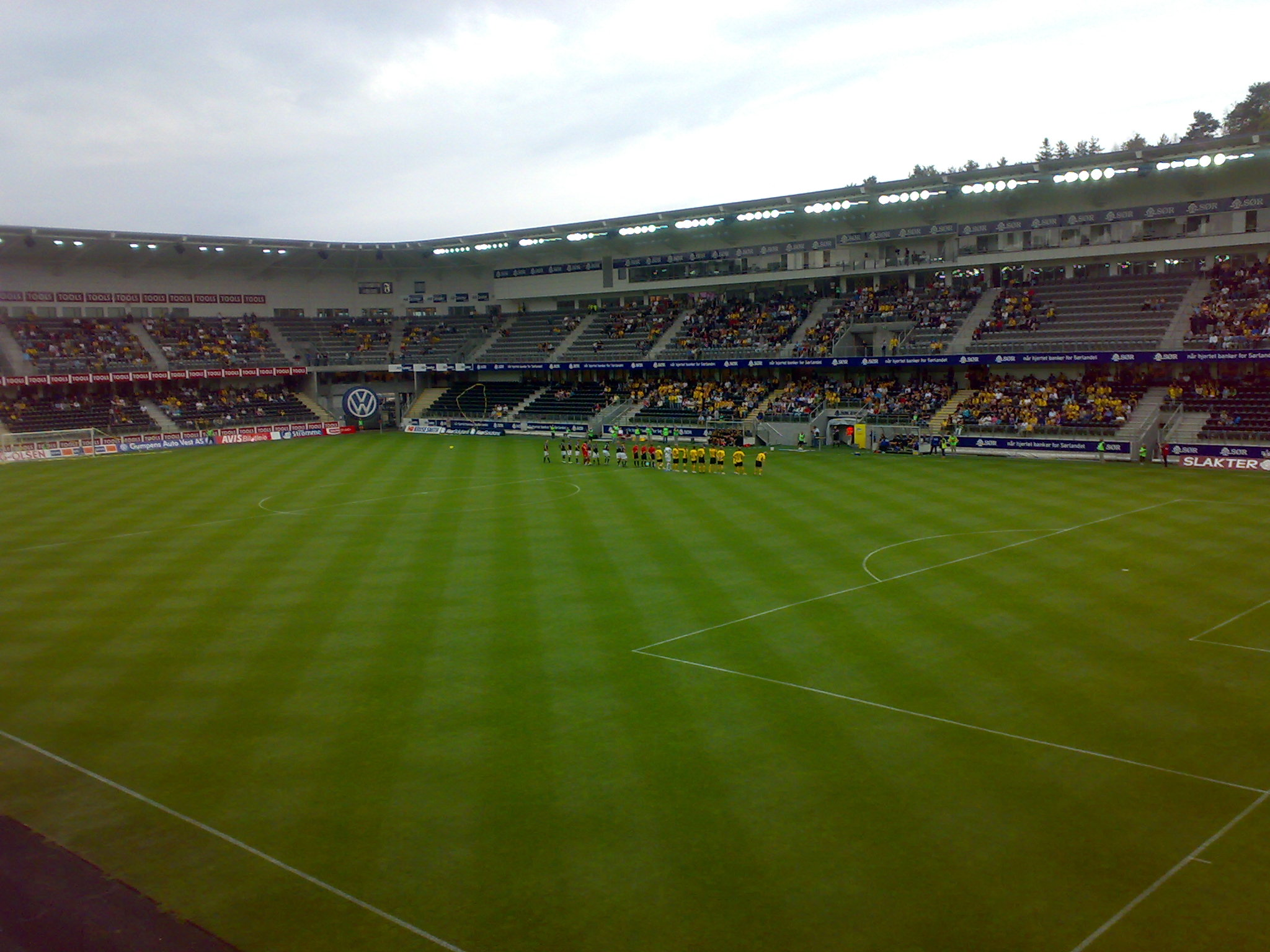
Im Innern der Arena
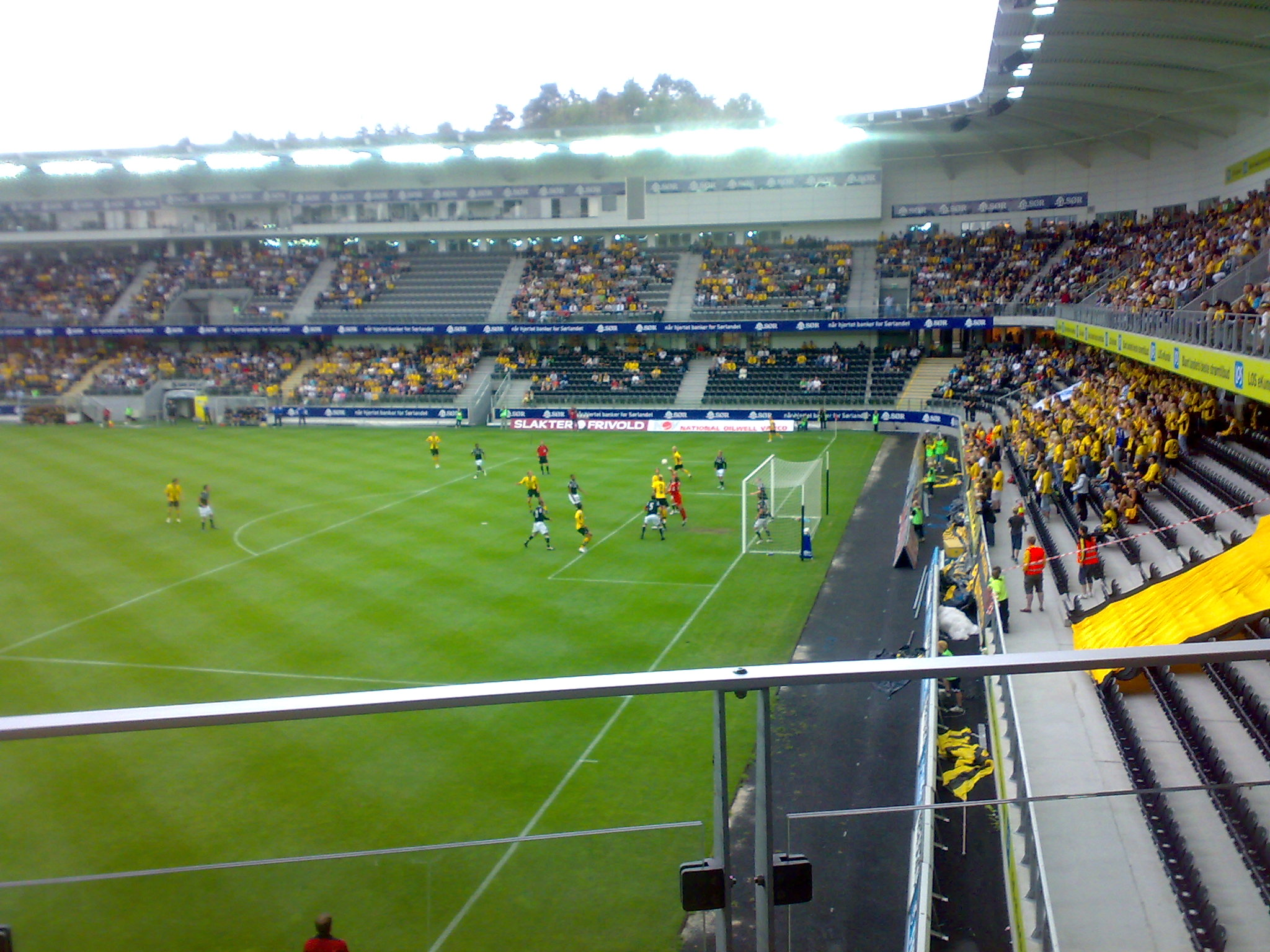
Während eines Spiels